# Student-assistent
In Nederland is een student-assistent een student die assisteert bij een vak of activiteit, zoals een experiment, aan een hogeschool of universiteit. De student wordt hiervoor betaald en het loon hangt vaak af van het aantal studiepunten dat de student heeft behaald en/of het aantal jaren dat de student studeert. Ook kan er onderscheid gemaakt worden tussen bachelor- en masterstudenten.
Student-assistenten kunnen bijvoorbeeld assisteren bij werkcolleges, practica of projecten. Ze kunnen ook ingezet worden om ingeleverd werk na te kijken. Dit gebeurt doorgaans bij vakken met een praktische opdracht. Deze activiteiten vinden plaats onder eindverantwoordelijkheid van de betrokken docent.
Aan sommige universiteiten of hogescholen zijn er formele voorwaarden om student-assistent te kunnen worden, zoals het behaald hebben van een bepaald aantal studiepunten of het behalen van de propedeuse. Op andere universiteiten of hogescholen wordt gekeken naar het cijfer dat de student behaald heeft voor het vak waarbij hij/zij wil assisteren.